# هفت‌یک قرآن
هَفت‌یک یا سُبع (به معنای یک‌هفتم)، برای اشاره به بخش‌های هفت‌گانهٔ قرآن به کار می‌رود (جمع آن را اسباع‌القرآن می‌گویند). هَفت‌یک در مکتبخانه‌های آسیای میانه به کودکان آموزش داده می‌شد.
قاریان قدیم، قرآن را هفت بخش کرده در هر روز یک بخش و هر هفته یک بار قرآن را قرائت می‌کردند.
در متن‌ها از دو گونه هفت‌یک نام برده شده‌است:
- هفت‌یک طوال: هفت سوره طویل قرآن از بقره تا انفال و برائت که یک سوره به حساب آیند.
- هفت‌یک مثانی: که برخی گفته‌اند سوره فاتحه است بدان جهت که هفت آیه است و الفاظش مثنی و مکرّر. گفتهٔ دیگر آن که مراد هفت سوره طوال قرآنست از بقره به بعد. گفتهٔ سوم آن که منظور، هفت معنی است که قرآن بر آن مشتمل است از امر و نهی و بشارت و انذار و مَثَل و قصص و تذکیر و نعیم.[۳]